# 半規則變星
半規則變星是光譜類型為中期和晚期的紅巨星或超巨星，顯示出可以觀察到的週期性和光度變化，但有著各種各樣的不規則性或中斷的變化。變光週期從20天至超過2000天不等，同時光度曲線在每個週期內或多或少的都有一些變化。光度的變化範圍從數百{*不可能變化達數百星等*}至數星等 (通常在可見光的範圍是1-2星等)。
半規則變星可以分為幾種類型：
- SRA：光譜類型 (M、C、S或Me、Ce、Se) 的巨星，有確定的週期和較小的變光幅度，通常在可見光的變化低於2.5等，墳墓一 (寶瓶座 ζ)是這一類型的例子。振幅和光度曲線的形狀經常會改變，週期的範圍在35添置1200天之間。許多這一類型的變星与米拉變星的差別只是光度變化的幅度較小。

- SRB：光譜類型 (M、C、S或Me、Ce、Se) 的巨星，但週期特性難以確認 (許多的週期都在20至2300天之間)或是有著緩慢不規則變化的交替性週期，有些還會偶爾或一度完全停止變化。北冕座RR和天鵝座AF是有這種行為的例子。這種類型的每一顆恆星通常都會有一個平均週期，會有兩個或多個有稍許不同的週期同時被觀察到。

- SRC：光譜類型 (M、C、S或Me、Ce、Se)的超巨星，光度的變化大約在1等，週期則從30天至數千天。造父四 (仙王座 μ) 是這類型中明顯的例子。

- SRD：光譜類型F、G、或K的巨星和超巨星，有些在光譜中會有發射譜線。光度變化的振幅範圍在0.1至4等，而週期從30天至1100天。武仙座 SX和大熊座 SV是這種類型的例子。業餘的觀測者可以在M 13觀察到一打左右光度在11.95至12.25等的紅色變星，而週期在43天(V24)至97天(V43)之間。

## 外部連結
- EU Delphini and the Small-Amplitude Pulsating Red Giants （页面存档备份，存于）
- Y Lyncis （页面存档备份，存于）
- Pulsating variable stars and the H-R diagram （页面存档备份，存于）
- OGLE Atlas of Variable Star Light Curves - Semiregular Variables （页面存档备份，存于）